# Anna Wypych-Namiotko
Anna Wypych-Namiotko (ur. 17 marca 1957) – polska nawigatorka, menedżerka i urzędniczka państwowa, w latach 2007–2013 podsekretarz stanu w resortach związanych z infrastrukturą.

## Życiorys
W 1981 ukończyła studia na Wydziale Nawigacyjnym Wyższej Szkoły Morskiej w Gdyni, zostając magistrem inżynierem nawigacji morskiej. Absolwentka kursów z zakresu zarządzania transportem morskim i audytu. Uzyskała dyplom kapitana żeglugi wielkiej.
Od 1981 do 1995 pracowała jako oficer pokładowy w Polskich Liniach Oceanicznych, a także w Willie
Shipping oraz Paal Wilson Co. Norway. Od 1995 do 2007 była krajowym koordynatorem w porcie morskim Gdynia.
28 listopada 2007 powołana na stanowisko podsekretarz stanu w Ministerstwie Infrastruktury. 23 listopada 2011 przeszła na analogiczne stanowisko w Ministerstwo Transportu, Budownictwa i Gospodarki Morskiej. Odpowiadała za kwestie związane z gospodarką morską i żeglugą śródlądową. Odwołana z funkcji 3 września 2013. Od tego czasu do 2016 pełniła stanowisko stałego przedstawiciela Polski przy Międzynarodowej Organizacji Morskiej. Później została menedżerką w prywatnej firmie. Od października 2017 Walne Zgromadzenie Stowarzyszenia Kapitanów Żeglugi Wielkiej wybrało ją na funkcję sekretarza. Od grudnia 2019 jest starszym oficerem portu ds. nawigacyjnych i elektromobilności Urzędu Morskiego w Gdyni.
Mężatka, matka dwóch córek.